# قزل‌تپه علی‌قلی
قزل‌تپه علی‌قلی، روستایی از توابع بخش مرکزی شهرستان زنجان در استان زنجان ایران است.

## جمعیت
این روستا در دهستان زنجانرودبالا قرار دارد و براساس سرشماری مرکز آمار ایران در سال ۱۳۸۵، جمعیت آن ۵۲۴ نفر (۱۱۶خانوار) بوده‌است.